# 菊池能隆
菊池 能隆（きくち よしたか、1201年（正治3年） - 1258年9月8日（正嘉2年8月10日））は、鎌倉時代の武将、御家人、菊池氏8代目当主。母は大友光能の娘。幼名は弥次郎。妻は藤原公清の娘と大友能直の娘。

## 生涯

### 幼少期
肥後国に生まれる。月日は不明。父である菊池隆継（1187年 - 1204年）と、武将の大友光能の娘のもとで生まれる。しかし、本来8代目当主となるはずだった父が能隆の3歳の時に死去したため、祖父の菊池氏7代目当主の菊池隆定（1167年 - 1222年）の跡を追う事となり、8代目当主となる。

### 承久の乱時代
1221年（承久3年）に起きた承久の乱で、まだ21歳の能隆は後鳥羽上皇に味方する。そんな中、叔父の菊池家隆、隆元らは宇治で戦うも、上皇方は敗北してしまったため、所領を大幅に削られてしまった。

## エピソード
2人の妻がいる能隆は、承久の乱でのペナルティーとして、幕府から押し付けられた妻達だと言われる。また、素直じゃない能隆を幕府が気に入ったため承久の乱後、従五位下、正五位上に任したとする説もある。

## 墓所
墓所は不明だが、玉名大神社に関連している。